# Kambangan (Lebaksiu)
Kambangan is een bestuurslaag in het regentschap Tegal van de provincie Midden-Java, Indonesië. Kambangan telt 7656 inwoners (volkstelling 2010).